# Wilcoxius caputitis
Wilcoxius caputitis là một loài ruồi trong họ Asilidae. Wilcoxius caputitis được Scarbrough & Perez-Gelabert miêu tả năm 2005. Loài này phân bố ở vùng Tân nhiệt đới.